# نوكيا 2630

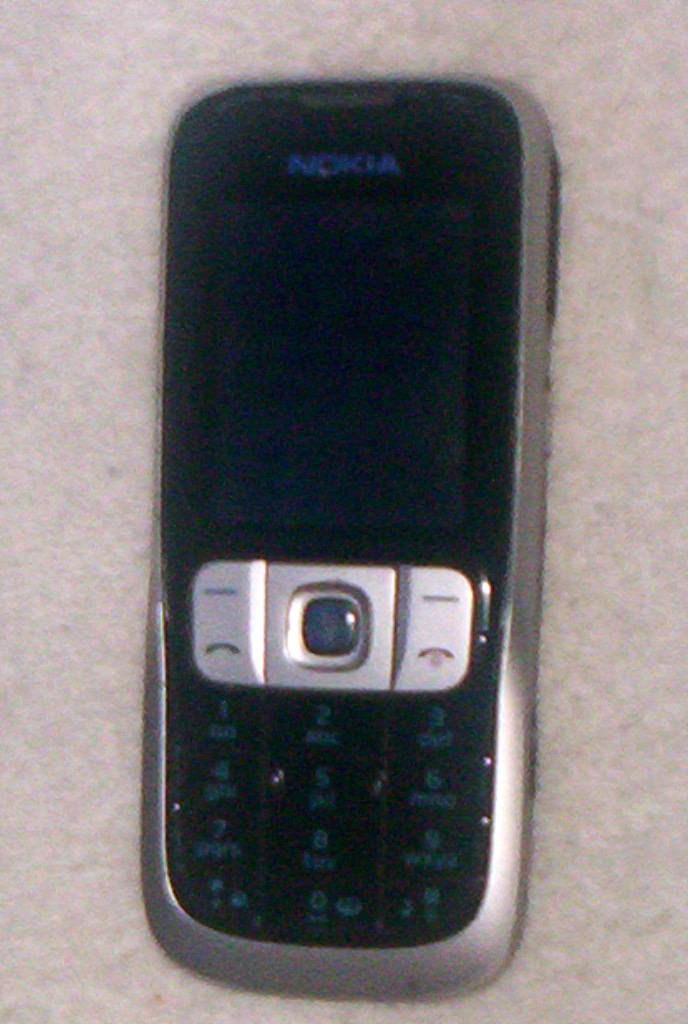
-نوكيا 2630

نوكيا 2630 هو أحد أجهزة نوكيا، شركة الهواتف والتقنية النقالة. يأتي هذا الجهاز مع شاشة نوعها 128 * 160 16-بت (65536) لون. تم إصدار هذا الجهاز في 2007. أما بالنسبة لوضعية إنتاجه الحالية فقد تم ايقاف انتاجه وذلك بسبب أن الشركة قد انتقلت إلى إنتاج الهواتف الذكية وتكنولوجيا أحدث. تقنيته/تردده هي النظام العالمي للإتصالات المتنقلة. جيل الجهاز هو DCT4+. عامل الشكل (التصميم) للجهاز هو "قطعة حلوى.